# Brau
Brau (vietnamesiska : Người Brâu)  är en etnisk grupp inom Mon-Khmergruppen som lever i Vietnam, Laos och  östra Kambodja. De olika grupperna kallas i Kambodja sedan 1950-talet med ett samlingsnamn Khmer Loeu (khmer : kʰmae lə), vilket betyder upplands-khmer eller bergs-khmer på khmerspråket och lever huvudsakligen i höglanden i Ratanakiri, Stung Trengprovinsen, och Mondulkiri. Under en folkräkning i Kambodja under 2008 framkom att totalt färre än 10 000 personer idag tillhör Braufolket i Laos, Kambodja och Vietnam. 

## Historia
Mon-Khmer gruppen är ursprungliga innevånare i sydostasien, och tros ha spridit sig från nordväst under äldre järnålder..
Braufolket talar språket Brau. Braufolket använder bara två efternamn: Thao (för män) och Nang (för kvinnor). Samtliga undergrupper av brau talar olika dialekter av språket brau. Deras traditioner och vanor inkluderar uốt bưng (att fila tänderna), tavattơpit (spetsa öronen), och chingkrackang (tatuering på pannan). Deras legender kretsar kring den stora floden, i eposet "Un cha đắc lếp", och tillber en gud som de kallar Pa Xây. Deras släktförhållanden beskrivs med matrilinjär härstamning vilket också påverkar ägande och arv, vilket ofta följer kvinnolinjen.
Omkring 3 000 brau uppges ha flyttat in till Kambodja från Laos under 1920-talet. 1962 uppskattades populationen av brau i Laos till omkring 9 000 innevånare, och 1984 till mellan 10 000-15 000.
Under 1950-talet initierade kung Sihanok Norodom av Kambodja en inflyttning av Khmerer till nordöstra Kambodja, med syftet att "modernisera" och öka regeringens kontroll av dessa områden, och en del av lokalbefolkningen tvingades flytta till låglanden och lära sig Khmer, för att integreras i Khmerkulturen, medan Khmerer flyttade in i deras traditionella områden, och anlade vägar och gummifabriker.
Ursprungsbefolkningen led under låga löner på plantagerna, ibland under ofrivilliga, slavliknande förhållanden, och ett uppror av Braufolket år 1968,  när många Khmerer dödades, ledde till hämndaktioner, där Braubyar eldades upp, och hundratals Brau dödades. Vietnamkriget, och den påföljande perioden under de Röda Khmererna präglades av krig och slitningar, eftersom bergsfolkens kultur inte ansågs kompatibel med kommunism, men där också många av bergsbefolkningen tog aktiv del av krigshandlingarna. Under 1970-talet, när regeringen visade ett sjunkande intresse för högländerna,  återflyttade många Brau till sina hembyar, medan deras infrastruktur negligerades av regeringen.
Långt efter de Röda Khmerernas regim fallit, uppehöll sig Khmer Rouge rebeller i Ratanakiris skogar, men rebellerna gav upp och överlämnade sina vapen under tidigt 1990-tal, även om enstaka attacker förekom fram till 2002.

## Kultur
Till nyligen levde många Brau ett seminomadiskt liv, där de flyttade mellan olika platser där de röjde mark för odling, men idag är de mer bofasta, i synnerhet den rikare delen, som nästan utgör en klasskillnad, genom att äga land, kor, kopparutvinningar och juveler, medan den fattigare klassen, vilka utgör 90% av braufolket, försöker överleva från årets skörd, till nästa.
Som andra Khmer Loeu livnär sig Braufolket på jakt, fiske och risodling, utökat med sötpotatisen maniok (Kassava), pumpor, sockerrör, senap, och bananer. I byarna hålls ibland bufflar och grisar, men framförallt kor och frigående höns, de senare kallas Irre på brau.
I deras jägarkultur har också ingått fångst och tämjande av elefanter, som på brauspråket kallas Ruhe. De fyra sista elefanterna i Ratanakiri, som tillhör Airavata Elephant Foundation, sköts av ett tiotal mahouter från braufolket.
De lever i relativt stora byar som byggs i en cirkel, och ofta har ett långhus som samlingsplats där man arbetar eller umgås, men de olika separata familjerna bor i mindre hyddor vars tak byggs ner till marknivå, vilka beroende av topografin byggs direkt på marken, eller på pålar. Främre taknocken pryds ofta av solen, eller fåglar, vilka båda ingår i totemsymboler för braufolket och andra och andra folk inom Mon-Khmergruppen.
En viktig del av kulturen är musiken, och en typ av gong, som de kallar chieng tha har ett högt värde motsvarande 40-50 kor vid försäljning. Kvinnorna spelar gärna på ett instrument gjort av bamburör, som kallas klong put med vilket de pressar in luft med handen för att åstadkomma olika ljud, och för att bli gift, är det av vikt för männen att kunna traktera detta instrument med god teknik.
Efter att de gift sig, måste mannen leva i upp till fem år med moderns familj, varefter han kan flytta med familjen efter eget val.
Braufolket är animister och tillber guden Pa Xây, med lika delar vördnad som rädsla, vilken de anser vara universums största ande, eftersom Pa Xây anses ha skapat himlen, jorden, floder, regn vind, människor och djur, samt anses styra över död och skapande av allt levande. Jämsides med  Pa Xây, tillbes många andra andar, som anden över vattnet, anden över himlen, och de tror att alla individer har en ande som beskyddar just denna individ.
I Vietnam uppges 4 brau vara kristna, och i Kambodja har braufolket fyra kristna kyrkor.